# Sauvetrea
Sauvetrea là một chi thực vật có hoa trong họ Lan.